# Trybel
Trybel – polski herb szlachecki z indygenatu.

## Opis herbu
Opis z wykorzystaniem zasad blazonowania, zaproponowanych przez Alfreda Znamierowskiego:
Na tarczy dwudzielnej w pas, w polu górnym, czerwonym, lew wyskakujący złoty, ukoronowany;
W polu dolnym, błękitnym, dwie gwiazdy złote w pas.
Klejnot: półksiężyc złoty.
Labry czerwone, podbite złotem.
Istnieje przekaz pochodzący od Zygmunta Wdowiszewskiego, że lew nie jest ukoronowany i pojawia się w klejnocie zamiast księżyca.

## Najwcześniejsze wzmianki
Zatwierdzony Grzegorzowi de Jarin Tribelowi i jego bratankom – Kasprowi i Walentemu ze Śląska 28 lutego 1595.

## Herbowni
Ponieważ herb Trybel był herbem własnym, prawo do posługiwania się nim przysługuje tylko jednemu rodowi herbownemu:
Trybel (Tribel).